# Kustjordbagge
Kustjordbagge (Aphodius varians) är en skalbaggsart som beskrevs av Caspar Erasmus Duftschmid 1805. Kustjordbagge ingår i släktet Aphodius, och familjen bladhorningar. Enligt den svenska rödlistan är arten nationellt utdöd i Sverige. . Arten har tidigare förekommit i Götaland men är numera lokalt utdöd. Artens livsmiljö är jordbrukslandskap.